# Infernal (spel)
Infernal är ett tredjepersonsskjutarspel för Microsoft Windows. Spelet är producerat av det polska företaget Metropolis Software och publicerat av Playlogic International år 2007.
Infernal är ett modernt tredjepersonsskjutarspel med många influenser från spelet Max Payne. Huvudpersonen i detta spel heter Ryan Lennox, en före detta agent som jobbade för den ljusa sidan, men efter en jobbig tvist gick med på att hjälpa djävulen. Därefter får Ryan extraordinära krafter, bland annat pyrokinesi, teleportering, telekinesi och kraften att kunna ta själarna från de fiender som stupat i slag.